# رحيل غرايبة
رحيل غرايبة (18 يناير 1957 -) هو سياسي ومفكّر أردني.

## حياته ونشأته[3]
- بكالوريوس في الشريعة الإسلامية الجامعة الأردنية 1972م، بتقدير جيد.
- دبلوم الدراسات الإسلامية العالية معهد الدراسات الإسلامية العالية، القاهرة 1978م، بتقدير جيد جداً.
- ماجستير في الشريعة والدراسات الإسلامية معهد الدراسات الإسلامية العالية، القاهرة، 1983، بتقدير ممتاز.
- دكتوراه في الشريعة والدراسات الإسلامية جامعة ستراسبورغ للعلوم الإنسانية فرنسا 1991م، بتقدير مرتبة الشرف الأولى.

## مسيرته
- محاضر متفرغ في جامعة مؤتة قسم الشريعة من 26/2/91م - 12/4/91م.
- أستاذ مساعد في جامعة مؤتة قسم الشريعة 12/4/91م - 12/4/96م.
- أستاذ مشارك في جامعة مؤتة قسم الشريعة من 12/4/96م - 12/4/2001م.
- رئيس قسم الشريعة من 1/8/1996م 9/7/1997م.
- أستاذ مشارك في كلية الشريعة في جامعة اليرموك لعام 97/98 (سنة التفرغ العلمي).
- عميد البحث العلمي والدراساست العليا في جامعة مؤتة من 1/8/99 - 1/8/2000م.[4]
- أستاذ في كلية أصول الدين الجامعية جامعة البلقاء التطبيقية من 15/9/2003م – 15/9/2004م (سنة التفرغ العلمي).

## عضويات
- عضو في مجلس عمداء جامعة مؤتة، عام 1999م-2000م.
- عضو في مجلس جامعة مؤتة، عام 1999م-2000م.
- رئيس مجلس الدراسات العليا في جامعة مؤتة، عام 1999م-2000م.
- عضو في مجلس جامعة مؤتة لعام 2001-2002م.
- عضو في مجلس الدراسات العليا في جامعة مؤتة عام 2002-2003م.
- عضو في هيئة تحرير مجلة مؤتة للبحوث والدراسات الإنسانية، عام 1999م-2000م.
- عضو في هيئة تحرير مجلة مؤتة للبحوث العلمية، عام 1999م-2000م.
- عضو لجنة البحث العلمي في الجامعة.
- رئيس لجنة وضع تعليمات منح درجة الدكتوراه في جامعة مؤتة.
- عضو لجنة لدراسة سياسة البعثات في جامعة مؤتة ووضع تعليمات جديدة لها.
- رئيس لجنة إعداد خطة برنامج الماجستير في قسم الفقه وأصوله في جامعة مؤتة.
- عضو في هيئة تحرير المجلة الأردنية في الدراسات الإسلامية، بإشراف وزارة التعليم العالي.
- عضو لجنة وضع آلية مناسبة للسماح لموظفي جامعة مؤتة بالدراسة خارج أوقات الدوام الرسمي.
- رئيس لجنة لبحث التعاقد مع دور النشر بخصوص إصدارات عمادة البحث العلمي.
- عضو لجنة تحديد تخصصات القبول في البرنامج المسائي والبرنامج الموازي ودفع رسوم الساعات المعتمدة للبرنامج المسائي.
- عضو مجلس إدارة صندوق إسكان موظفي جامعة مؤتة.
- عضو لجنة وضع معايير الاعتماد العام للدراسات العليا في الجامعات الخاصة.
- عضو لجنة وضع تصور علمي مدروس لغرض إنشاء مركز الدراسات الإسلامية في جامعة مؤتة.
- رئيس لجنة بيع منشورات عمادة البحث العلمي.
- عضو لجنة تحقيق في المخالفات التي يرتكبها أعضاء الهيئة التدريسية العاملين في جامعة مؤتة والتي تحال إليها من قبل رئيس الجامعة.
- رئيس لجنة بخصوص وضع تصور لإنشاء برنامج ماجستير في قسم الشريعة.
- عضو لجنة اعتماد قسم معلم مجال شريعة في كلية العلوم التربوية التابعة لوكالة الغوث.

عضو لجنة متابعة معايير الاعتماد الخاص لتخصص الشريعة في أربع جامعات أهلية في الأردن.
عضو لجنة الدراسات العليا في قسم الفقه وأصوله في جامعة مؤتة.
عضو لجنة الإشراف على المدرسة النموذجية في جامعة مؤتة.
رئيس لجنة تطوير خطة قسم الشريعة في جامعة مؤتة.
عضو اللجنة التحضيرية لمؤتمر السيوطي الذي عقد في جامعة مؤتة سنة 1993م
عضو لجنة الإشراف على انتخابات اتحاد طلبة جامعة مؤتة للدراسات العليا.
عضو لجنة الدراسات العليا في كلية الآداب في جامعة مؤتة.
عضو لجنة الإشراف على انتخابات اتحاد طلبة الجامعة لقسم الشريعة في جامعة مؤتة.
عضو لجنة البحث العلمي في كلية الآداب في جامعة مؤتة.
ممثل لقسم الشريعة في مجلس كلية الآداب في جامعة مؤتة.
عضو لجنة مقابلة حملة الدكتوراه للتعيين في قسم الشريعة في جامعة مؤتة.
عضو لجنة مقابلة حملة الماجستير للتعيين في قسم الشريعة في جامعة مؤتة.
عضو لجنة معادلة المواد في قسم الشريعة في جامعة مؤتة.
أمين سر قسم الشريعة في جامعة مؤتة.
رئيس لجنة معادلة المواد في قسم الشريعة في جامعة مؤتة.
عضو لجنة اعتماد قسم الشريعة في جامعة جرش.
عضو لجنة الدراسات العليا في كلية أصول الدين الجامعية جامعة البلقاء التطبيقية.
عضو في لجنة تحكيم جائزة وزارة التعليم العالي والبحث العلمي جائزة البحث المميز في مجال الدراسات الإسلامية والقانونية لعام 2004م.
رئيس لجنة البحث العلمي في كلية الشريعة في جامعة مؤتة.
رئيس لجنة وضع تصورات متكاملة لمؤتمر الاجتهاد في قضايا الأسرة.
مقرر اللجنة التحضيرية لمؤتمر الاجتهاد في قضايا الأسرة المعاصرة في جامعة مؤتة عام 2005م.
عضو لجنة تحكيم جائزة وزارة التعليم العالي والبحث العلمي جائزة الطالب المتميز في مجال الدراسات الإسلامية، لعام 2005م.

## مؤلفاته

### الأبحاث
هود صلاح الدين الأيوبي السلمية في إحياء المذهب السني في مصر والشام، مجلة مؤتة للبحوث والدراسات الإنسانية والاجتماعية، مجلد 10، عدد 3، 1995م.
السيوطي فقيهاً. مجلة مؤتة للبحوث والدراسات الإنسانية والاجتماعية، مجلد 10، عدد 3، 1995م.
قاعدة وضع الجوائح في الفقه الإسلامي «دراسة فقهية مقارنة بالقوانين الوضعية»، مجلة كلية التربية جامعة المستنصرية – بغداد، عدد6، 1995م.
تعدد منصب قاضي القضاة في العصر المملوكي وآثاره حولية كلية الشريعة والقانون، جامعة قطر، عدد13، 1995م.
الفكر السياسي لدى السيوطي، مجلة مؤتة للبحوث والدراسات الإنسانية والاجتماعية، م12، العدد الأول سنة 1997م.
مبدأ استقلال القضاء ومدى مراعاته في العهد المملوكي، منشور في جامعة أم درمان الإسلامية 1996م.
مبدأ التكافل الاجتماعي عند ابن حزم مجلة دراسات، الجامعة الأردنية، 1997م.
دراسة تحليلية ونقدية لكتاب الأشباه والنظائر في الفقه الحنفي مجلة مؤتة، العدد السادس، م11، سنة 1996م.
الظواهر السلبية التي طرأت على نظام القضاء في العصر المملوكي، كلية المعلمين، الجامعة المستنصرية، العدد العاشر، السنة الثالثة سنة 1997م.
مبادئ ووسائل تربية الطفل في الإسلام، منشور في مجلة راية مؤتة عام 1998م.
بيع الوقف واستبداله وأثرهما في التنمية، نشر في مجلة مؤتة للبحوث والدراسات، العدد الأول، المجلد الرابع عشر، 1999م.
مفهوم المخالفة ومدى الاحتجاج به في النصوص الشرعية والقانونية، منشور في مجلة جامعة صدام للعلوم الإسلامية، العدد الثامن، السنة السابعة عام 2000م.
الإمام تقي الدين علي السبكي مجتهد عصره، منشور في مجلة كلية العلوم الإسلامية، جامعة بغداد، العدد السابع، عام 2000م.
مدى الاحتجاج بحمل المطلق على المقيد في حالة اتحادهما في الحكم واختلافهما في السبب، منشور في مجلة البحوث القانونية والاقتصادية، جامعة المنصورة عام 2000م.
دلالة الاقتضاء وأهميتها في تفسير النصوص الشرعية والقانونية، منشور في مجلة كلية العلوم الإسلامية، جامعة بغداد عام2001م.
مفهوم الموافقة (دلالة النص) وأهميته في تفسير النصوص الشرعية والقانونية، منشور في مجلة جامعة صدام للعلوم الإسلامية، عام 2001م.
الفكر السياسي عند ابن تيمية، منشور في مجلة المعهد العالمي للفكر الإسلامي، عام 2001م.
إشارة النص ومدى الاستدلال بها في النصوص الشرعية والقانونية، منشور في مجلة جامعة دمشق للعلوم الإدارية والقانونية مجلد 20، العدد الثاني 2004م.
تخصيص عام النص بالعرف، مقبول للنشر في المجلة الأردنية في الدراسات الأردنية عام 2005م.

### الكتب
- الفوائد الزينية في مذهب الحنفية دراسة وتحقيق نشر دار الفرقان، عمّان، سنة 2000م.
- قلائد المرجان في الناسخ والمنسوخ في القرآن دراسة وتحقيق نشر دار الفرقان، عمّان، سنة 2000م.
- نظام القضاء في الإسلام، نشر دار الحامد، عمّان، 2004م.
- الإمام سليمان الطوفي الحنبلي أصولياً وفقيهاً، نشر دار الحامد، عمّان، 2005م.

## نشاطات
محاضرات لمدة شهرين في الدورة التي عقدتها وزارة الأوقاف لأئمة محافظة الكرك للعام الجامعي 92/93م.
المشاركة في عدة محاضرات داخل الجامعة وخارجها.
المشاركة في الزيارة التي قام بها وفد من الجامعة إلى مناجم الفوسفات لعام 92/93م.
تقديم عدة أحاديث دينية في الإذاعة الأردنية.
تقديم بحث بعنوان «جهود صلاح الدين الأيوبي في بعث المذهب السني في مصر والشام» بناء على كتاب اللجنة الوطنية للتربية والثقافة والعلوم من أجل إصدار عدد خاص من المجلة العربية للثقافة بمناسبة الذكرى المئوية الثامنة لوفاة صلاح الدين الأيوبي.
المشاركة في ورشة عمل للمختصين في مجال التربية الإسلامية وأساليب تدريسها.
المشاركة في الموسم الثقافي في جامعة مؤتة لعام 93/94 بمحاضرة بعنوان «جهود صلاح الدين الأيوبي في بعث المذهب السني في مصر والشام».
رئيس بعثة الحج التابعة لجامعة مؤتة لعام 93/94م.
عضو في لجنة مناقشة عدة رسائل ماجستير ودكتوراه في الجامعة الأردنية، وجامعة اليرموك، وجامعة آل البيت.
عضو مجلس إدارة صندوق إسكان موظفي جامعة مؤتة.
عضو الهيئة الإدارية لنادي جامعة مؤتة.
المشاركة في مركز الأمل.
عضو في جمعية حماية البيئة في جامعة مؤتة.
تحكيم مجموعة من الأبحاث العلمية من عدة جامعات أردنية رسمية وأهلية تزيد على خمسين بحثاً.
تحكيم الإنتاج العلمي لعدد من الباحثين بغرض الترقية إلى رتبة أستاذ مشارك.
عضو في جمعية إسكان موظفي جامعة مؤتة.
عضو جمعية أصدقاء البحث العلمي في الجامعات الأردنية الرسمية.
عضو في عدة لجان بخصوص الاعتماد الخاص أو العام في عدة جامعات أهلية.
1. ↑  "سياسي ومفكر أردني يقترح إلغاء الحج والعمرة هذا العام ويطرح بديلا". RT Arabic. اطلع عليه بتاريخ 2024-05-08.
2. ↑  "رحيل غرايبة – الشبكة العربية للأبحاث والنشر". اطلع عليه بتاريخ 2024-05-08.
3. ↑  "غرايبة: الخلاف بين إخوان الأردن ليس بسبب حماس". الجزيرة نت. اطلع عليه بتاريخ 2024-05-08.
4. ↑  "النص الكامل لاستقالة رحيل الغرايبة من رئاسة المركز الوطني لحقوق الإنسان". أخبار البلد. اطلع عليه بتاريخ 2024-05-08.